# Slatina (gmina Pljevlja)
Slatina (cyr. Слатина) – wieś w Czarnogórze, w gminie Pljevlja. W 2011 roku liczyła 106 mieszkańców.